# 比爾·弗洛倫斯
比爾·弗洛倫斯（英語：Bill Flores；1954年2月25日—）是美国的一位政治人物。自2011年至2021年，他是德克萨斯州第17選舉區選出的聯邦眾議員。他的黨籍是共和黨。在踏入政壇之前，弗洛倫斯是一家石油公司的CEO。